# Рикаді
Рикаді (італ. Ricadi, сиц. Ricadi) — муніципалітет в Італії, у регіоні Калабрія,  провінція Вібо-Валентія.
Рикаді розташоване на відстані близько 470 км на південний схід від Рима, 75 км на південний захід від Катандзаро, 20 км на захід від Вібо-Валентії.
Населення — 4846 осіб (2014).
Щорічний фестиваль відбувається 5 листопада. Покровитель — San Zaccaria.

## Демографія
Населення за роками:

Станом на 1 січня 2023 року в муніципалітеті офіційно проживали 473 іноземці з 43 країн, серед них 226 громадян країн Євросоюзу та 74 громадяни України.

## Сусідні муніципалітети
- Драпія
- Йопполо
- Спілінга
- Тропеа